# Lyonetia prunifoliella
Lyonetia prunifoliella là một loài bướm đêm thuộc họ Lyonetiidae. Loài này có ở hầu hết châu Âu, ngoại trừ Ireland, bán đảo Iberia, và quần đảo Địa Trung Hải. Loài này được xem đã tuyệt chủng ở Đảo Anh, nhưng gần đây cũng được ghi nhận. Loài này cũng được biết đến từ Thổ Nhĩ Kỳ, Kazakhstan, tây nam Xibia, Viễn Đông, Nhật Bản và Bắc Mỹ.
Sải cánh dài 9–10 mm. Con trưởng thành bay vào tháng 9, trốn mùa đông và xuất hiện trở lại vào mùa xuâ.
Ấu trùng ăn các loài Betula pendula, Betula pubescens, Chaenomeles japonica, Cotoneaster integerrimus, Crategus monogyna, Cydonia oblonga, Mespilus germanica, Prunus armeniaca, Prunus cerasifera, Prunus dulcis, Prunus mahaleb, Prunus persica, Prunus spinosa, Pyrus communis và Sorbus. Chúng ăn lá nơi chúng làm tổ. Trứng được chứa dưới lá.

## Phụ loài
- Lyonetia prunifoliella prunifoliella
- Lyonetia prunifoliella malinella (Matsumura, 1907) (Japan)